# 토비아스 아서르

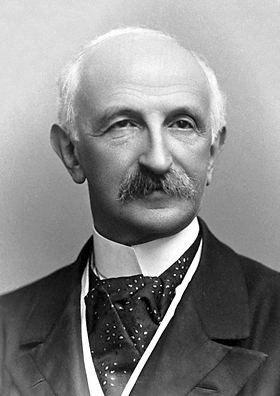
토비아스 아서르

토비아스 미카엘 카럴 아서르(Tobias Michael Carel Asser, 1838년 4월 28일 암스테르담 ~ 1913년 7월 29일 헤이그)는 네덜란드의 법학자이다. 1899년에 열린 제1차 만국평화회의에서 상설중재재판소의 결성에 기여한 공로로 1911년 노벨 평화상을 공동 수상하였다.
1913년 사망 전까지 헤이그 국제법 아카데미의 설립을 도왔다.